# Théodore Bahon
Pour les articles homonymes, voir Bahon.
Théodore Alphonse Marie Bahon, né le 4 avril 1834 à Saint-Brieuc, mort le 1er juillet 1905 à Laval, est un professeur et écrivain français.

## Biographie
Fils de Pierre Marie Bahon, marchand bottier à Saint Brieuc et de Rosalie Morin. Jeune professeur, il est nommé au Lycée de Laval le 13 décembre 1856 pour y enseigner les mathématiques. Il était auparavant à Pontarlier. Il les y enseigna jusqu'en 1895. Emile Sinoir a brossé le portrait suivant de M. Bahon vers 1870 : Il portait une chevelure et une barbe romantiques, à la manière d'Alfred de Musset, et se reposait d'avoir enseigné les cas d'égalité des triangles en écrivant des romans qui avaient cette originalité d'être parfaitement honnêtes.
Marié le 18 janvier 1870 à Louverné, avec Marie-Josèphe Ruitz, il est le père de Max Bahon, industriel et Carle Bahon, homme politique.

## Publications
- Confidences à mon fiancé, Laval : impr. de C. Bonnieux, 1885, In-8° , 234 p. ;
- Histoire d'une jeune fille pauvre, Tours : A. Mame et fils, 1888, In-8° , 192 p. ;
- Le Bonheur chez les humbles, Laval : impr. de Vve C. Bonnieux, 1889, In-16, 326 p. ;
- Le fils d'un peintre:  Laval : impr. de Vve C. Bonnieux, 1890, 384 p. ; in-16. ;
- Mes belles Années, tablettes d'une jeune fille, Tours : A. Mame et fils, 1891, In-8° , 189 p.